# Sárga Angyalok

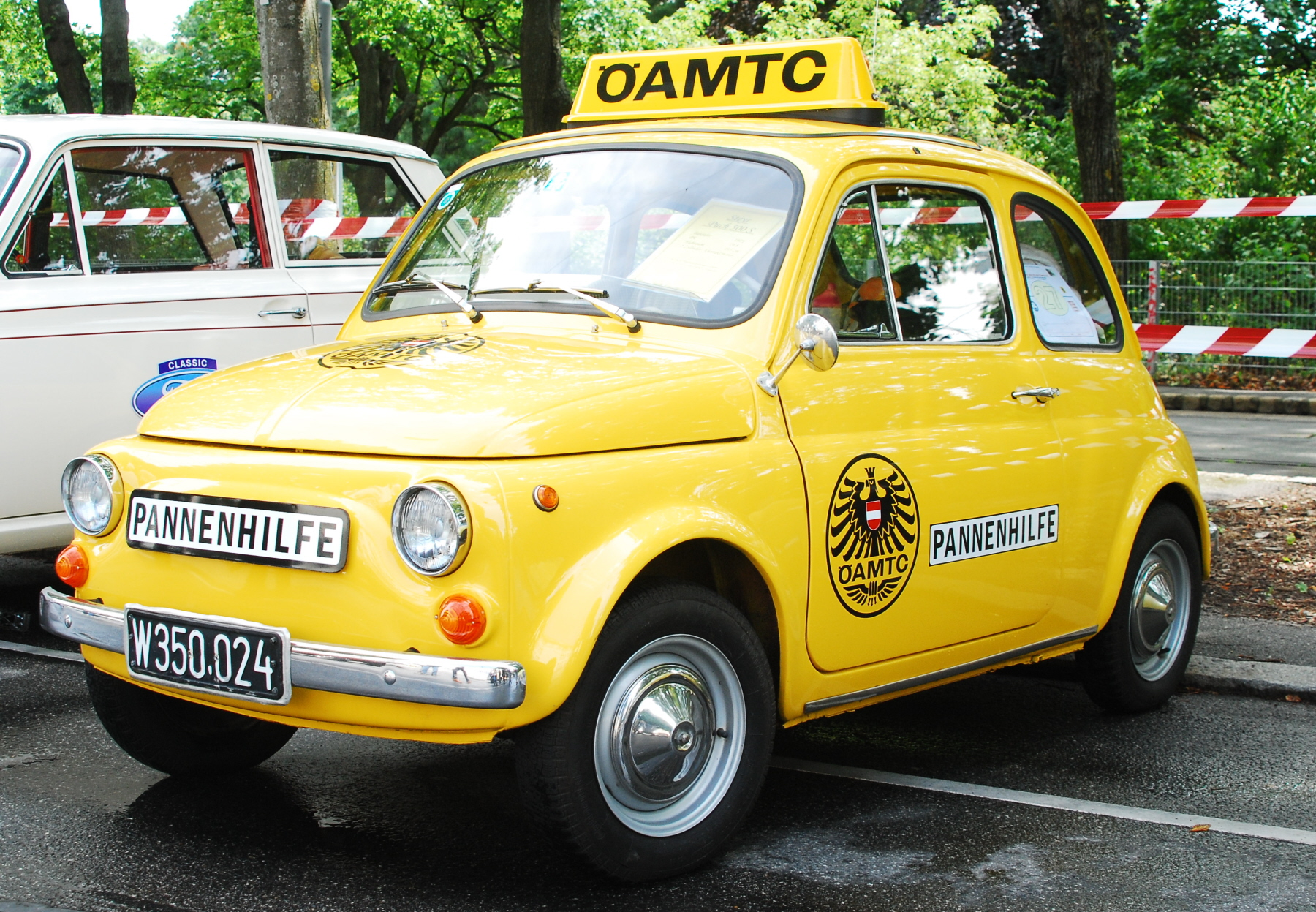
Ilyenek voltak az első Ausztriából behozott Steyr-Puch 500-as segélykocsik

A Sárga Angyalok a Magyar Autóklub közúti segélyszolgálatának közismert neve, amelyet járműveinek jellemző sárga színéről kapott.

## Története
A Magyar Autóklub segélyszolgálatát 1963-ban indította. Első járműveik Steyr-Daimler-Puch AG gyártmányú, 23 lóerős kisautók voltak, amelyek leginkább az M7-es balatoni autópályán teljesítettek szolgálatot, eleinte három járművel. 1965-ben kezdődött el a hálózat bővítése, amikor a Magyar Autóklub az osztrák autóklubtól (ÖAMTC) 15 darab Steyr-Puch 500 típusú használt gépkocsit vásárolt. A későbbi években rengeteg új típusú segélyautó segítette a szerelők munkáját.
A segélyautók között többek között Trabant, Lada, Volkswagen Golf, majd később Opel Astra, Opel Combo, Renault Kango és Fiat Doblò járművek voltak. A Klub segélyautóit utoljára 2014-ben bővítette, amikor is nyolc Dacia Dokker Van típusú gépjármű került beszerzésre. 
Manapság a Sárga Angyalok nevét sokan jogtalanul használják, mivel a név kizárólag a Magyar Autóklub szerelőit illeti meg.